# Петрецово (посёлок, Пермский край)
Петрецово — посёлок в Чердынском районе Пермского края. Входит в состав Ныробского городского поселения.

## История
До июня 2015 года входил в состав Колвинского сельского поселения.

## Географическое положение
Расположен на правом берегу реки Колва при впадении в неё реки Визесья, к северо-востоку от центра поселения, посёлка Ныроб, и от районного центра, города Чердынь.

## Население
| 2010 |
| ---- |
| 171  |

## Улицы[2]
- Водопроводная ул.
- Заречная ул.
- Лесная ул.
- Новый посёлок ул.
- Придорожная ул.
- Северная ул.
- Соловки ул.
- Центральная ул.
- Черёмушки ул.
- Школьная ул.

## Топографические карты
- Лист карты P-40-103,104 Петрецково. Масштаб: 1 : 100 000. Состояние местности на 1982 год. Издание 1988 г.